# Istiblennius unicolor
Istiblennius unicolor är en fiskart som först beskrevs av Ruppell, 1838.  Istiblennius unicolor ingår i släktet Istiblennius och familjen Blenniidae. Inga underarter finns listade i Catalogue of Life.